# بين أكتون
بين أكتون (بالإنجليزية: Ben Acton)‏ هو لاعب هوكي الجليد أسترالي، ولد في 2 ديسمبر 1927 في فيكتوريا في أستراليا.

## وصلات خارجية
- بين أكتون على موقع EliteProspects.com (الإنجليزية)
- بين أكتون على موقع اللجنة الأولمبية الدولية (الإنجليزية)
- بين أكتون على موقع أوليمبيديا (الإنجليزية)
- بين أكتون على موقع اللجنة الأولمبية الأسترالية (الإنجليزية)